# 237P/LINEAR
237P/LINEAR, komet Jupiterove obitelji